# کنجی کیتا
کنجی کیتا (ژاپنی: 喜多 健二؛ زادهٔ ۲۸ مهٔ ۱۹۷۰) یک بازیکن فوتبال اهل ژاپن است.
از باشگاه‌هایی که در آن بازی کرده‌است می‌توان به باشگاه فوتبال سانفریس هیروشیما اشاره کرد.